# Nesophylacella xanthoschema
Nesophylacella xanthoschema är en fjärilsart som beskrevs av Edward Meyrick 1926. Nesophylacella xanthoschema ingår i släktet Nesophylacella och familjen äkta malar. Inga underarter finns listade i Catalogue of Life.